# Heliamphora ciliata
Heliamphora ciliata är en flugtrumpetväxtart som beskrevs av Wistuba, Nerz och A.Fleischm. Heliamphora ciliata ingår i släktet Heliamphora och familjen flugtrumpetväxter. Inga underarter finns listade i Catalogue of Life.